# Sagacity
Sagacity (Nederlands: Scherpzinnigheid) is een studioalbum van Saga. Opnieuw heeft er een personeelswisseling plaats gevonden; er was een nieuwe drummer. De mix vond plaats tijdens de tournee die Saga in 2014 hield, alle wijzigingen werden via internet verricht.  De meningen binnen de niche progressieve rock over dit album waren wisselend, van bijzonder goed tot teleurstellend.  
Het album haalde in Duitsland (bijna albums van Saga haalden daar de top 100) en Zwitserland de albumlijsten, maar was na respectievelijk 2 weken en 1 week notering alweer verdwenen. In Nederland was het sinds Behaviour uit 1985 de eerste notering in de Album Top 100, doch slechts één week op plaats 80. In België haalde het de top 100 van albums niet; het bleef steken op één week plaats 129. 

## Musici
- Michael Sadler – zang
- Ian Crichton – gitaar
- Jim Gilmour – toetsinstrumenten, achtergrondzang
- Jim Crichton – basgitaar, toetsinstrumenten
- Mike Thorne – slagwerk, achtergrondzang

## Muziek
| Nr. | Titel                           | Duur |
| --- | ------------------------------- | ---- |
| 1.  | Let it slide                    | 4:49 |
| 2.  | Vital signs                     | 3:27 |
| 3.  | It doesn’t matter (who you are) | 3:59 |
| 4.  | Go with the flow                | 5:26 |
| 5.  | Press 9                         | 3:48 |
| 6.  | Wake up                         | 2:34 |
| 7.  | Don’t forget to breathe         | 3:24 |
| 8.  | The further you go              | 4:04 |
| 9.  | On my way                       | 5;15 |
| 10. | No two sides                    | 3:58 |
| 11. | Luck                            | 3:39 |
| 12. | I’ll be                         | 6:21 |

Van het album kwam ook een speciale editie op de markt met liveopnamen. Die nummers daarop stammen uit de begintijd van de band, gespeeld tijdens een optreden in 2013. In 2015 verscheen de dubbele uitgave samen met de twee voorgaande albums in een box.